# Dayah Kruet
Dayah Kruet is een bestuurslaag in het regentschap Pidie Jaya van de provincie Atjeh, Indonesië. Dayah Kruet telt 551 inwoners (volkstelling 2010).